# Aegathoa elongata
Aegathoa elongata là một loài chân đều trong họ Cymothoidae. Loài này được Monod miêu tả khoa học năm 1976.